# دايمثوات
دايمثوات هو مبيد حشري فوسفاتي عضوي ومبيد للقراد يستخدم على نطاق واسع، وحشرات الحمضيات، وحشرات المجموع الخضري على الحور. تم تسجيل براءة اختراعه وعرضها في الخمسينات من قبل American Cyanamid. مثل غيرها من الفوسفات العضوي، dimethoate هو مثبط أستيل الذي يعطل الكولين، وهو إنزيم ضروري لوظيفة الجهاز العصبي المركزي. يعمل على حد سواء عن طريق الاتصال وعبر الابتلاع. يتم امتصاصه بسهولة وتوزيعه في جميع أنحاء الأنسجة النباتية، ويتحلل بسرعة نسبيا.
يعرف هذا المبيد بأسماء تجارية أخرى مثل: بيرفكثيون Perfekthion 40 ، أكوثوات Acothoate، روكسيون Roxion، كينادون Kinadon ، روغوري Rogori ، سيكوثوات Sycothoate سيستوات Systoate 40 فيراجور Firagor.
المادة الفعالة دايمثوات (بالإنجليزية: Dimethoate)‏ وتركيزها 4%.

## وصفه
مبيد فوسفوري جهازي يكافح الحشرات والعناكب. يؤثر عن طريق الملامسة والجهازية وله أثر متبقٍ طويل.

## أهم الحشرات التي يكافحها
المن، التربس، دودة ثمار التفاح، بسيلا الأجاص، بق الليجوس، حافرات الأوراق، الذباب، ذبابة ثمار الفاكهة بأنواعها، ذبابة ثمار الزيتون، عثة الثمار، الذبابة البيضاء، العناكب، النطاطات، الحشرات القشرية، إلا أن تأثيره على الأخيرة أقل من المبيدات المتخصصة.

## أهم المحاصيل التي يستعمل عليها
القطن، الفول السوداني، الشوندر السكري، دوار الشمس، التبغ، القرعيات، الصليبيات، البقوليات، البطاطا، البندورة، فليفلة، أرضي شوكي، التفاحيات، الحمضيات، الزيتون، اللوزيات، كرمة، القمح، الشعير، الذرة.

## معدل الاستخدام
يرش بمعدل 80غ/100ل لمكافحة ذبابة ثمار الزيتون وعثة الزيتون و بمعدل 650غ/هـ لمكافحة ذبابة الشوندر وبمعدل 75غ/100 لذبابة البحر المتوسط وعناكب الكرمة والتفاح والمن .

## سميته
LD50 225 ملغ/كغ.